# Englische Cricket-Nationalmannschaft in Südafrika in der Saison 1888/89
Die Tour der englischen Cricket-Nationalmannschaft nach Südafrika in der Saison 1888/89 fand vom 12. bis zum 26. März 1889. Die internationale Cricket-Tour war Bestandteil der Internationalen Cricket-Saison 1888/89 und umfasste zwei Tests. England gewann die Serie 2–0.

## Vorgeschichte
Für beide Mannschaften war es die erste Tour der Saison. Es war das erste Aufeinandertreffen der beiden Mannschaften bei einer Tour. Der in Kapstadt stationierte britische Armee-Offizier Gardner Warton trat im Jahr 1883 als Mitglied dem Western Province Cricket Club bei. In 1888 kehrte er nach England zurück und organisierte dort ein Team um in den Kap-Kolonien eine Tour abzuhalten. Das Schiff, die SS Garth Castle, startete am 21. November 1888. Das Team erreichte am 14. Dezember Kapstadt und absolvierte seine Spiele als Major Warton’s XI.

## Stadien
Die folgenden Stadien wurden für die Tour als Austragungsort vorgesehen:
| Stadion                 | Stadt          | Kapazität | Spiele  |
| ----------------------- | -------------- | --------- | ------- |
| Newlands Cricket Ground | Kapstadt       | 25.000    | 2. Test |
| St George’s Park        | Port Elizabeth | 19.000    | 1. Test |

## Kaderlisten
Die Mannschaften benannten die folgenden Kader:
| Test | Test |
| Südafrika | England |
| --- | --- |
| - William Milton - Owen Dunell - Gobo Ashley - Charlie Finlason - Philip Hutchinson - Gus Kempis - Arthur Ochse - Dicky Richards - Albert Rose-Innes - Fred Smith - Robert Stewart - Bernard Tancred - Nicolaas Theunissen - Charles Vintcent | - Bobby Abel - Monty Bowden - Johnny Briggs - Charles Coventry - Arnold Fothergill - Basil Grieve - Frank Hearne - Emile McMaster - Maurice Read - C. Aubrey Smith - George Ulyett - Henry Wood |

## Tour Matches
Das englische Team bestritt zahlreiche Spiele über den Winter. Kurz nach Ankunft verloren sie ihr erstes Spiel gegen Western Province und von den ersten sechs Spielen verloren sie vier. Als Grund dafür wurden die ausgiebigen Feiern angeführt die das englische Team zu absolvieren hatte.

## Tests

### Erster Test in Port Elizabeth
| 12. – 13. März Scorecard | Port Elizabeth | Südafrika 84 (75.2) & 129 (90.1) | – | England 148 (66.2) & 67-2 (21.1) |
|                          |                | England gewinnt mit 8 Wickets    |   |                                  |

Südafrika gewann den Münzwurf und entschied sich als Schlagmannschaft zu beginnen. Eröffnungs-Batter Bernard Tancred konnte sich etablieren und nach dem Verlust von fünf Wickets fand er Owen Dunell als Partner. Tancred schied nach 29 Runs aus, während Dunell das Innings das Innings ungeschlagen mit 26* Runs beendete, sich jedoch keiner seiner Partner lange am Schlag halten konnte. Beste englische Bowler waren C. Aubrey Smith mit 5 Wickets für 19 Runs und Johnny Briggs mit 4 Wickets für 39 Runs. Für England etablierte sich Eröffnungs-Batter Bobby Abel, an dessen Seite Frank Hearne 27 Runs erreichte. Nachdem Abel nach 46 Runs sein Wicket verloren hatte, bildete sich zunächst eine Partnerschaft zwischen Basil Grieve und Charles Coventry. Coventry schied nach 12 Runs aus und wurde gefolgt von Arnold Fothergill der das letzte Wicket des Innings nach 32 Runs verlor. Grieve hatte bis dahin 14* Runs erreicht und England einen Vorsprung von 68 Runs und beendete damit den ersten Spieltag. Beste südafrikanische Bowler waren Albert Rose-Innes mit 5 Wickets für 43 Runs und Gus Kempis mit 3 Wickets für 53 Runs. Am zweiten Tag begann Südafrika mit Albert Rose-Innes und Bernard Tancred. Rose-Innes schied nach 13 Runs aus und Tancred nach 29 Runs. Nachdem Philip Hutchinson und Owen Dunell jeweils 11 Runs erreichten und William Milton 19 Runs, verlor Fred Smith nach 12 Runs das letzte Wicket der südafrikanischen Mannschaft. Südafrika setzte damit England eine Vorgabe von 66 Runs. Bester englischer Bowler war Arnold Fothergill mit 4 Wickets für 19 Runs. Für England bildeten Bobby Abel und George Ulyett eine erste Partnerschaft. Ulyett schied nach 22 Runs aus und Abel konnte danach zusammen mit Basil Grieve die Vorgabe einholen. Abel erreichte dabei 23* Runs und Grieve 12* Runs. Die südafrikanischen Wickets erzielte Charles Vintcent und Gus Kempis.

### Zweiter Test in Kapstadt
| 25. – 26. März Scorecard | Kapstadt | England 292 (123.1)                            | – | Südafrika 47 (47.1) & 43 (28.2) (f/o) |
|                          |          | England gewinnt mit einem Innings und 202 Runs |   |                                       |

England gewann den Münzwurf und entschied sich als Schlagmannschaft zu beginnen. Zunächst etablierte sich Eröffnungs-Batter Bobby Abel. An seiner Seite erzielte George Ulyett 22, Frank Hearne 20 und Henry Wood ein Half-Century über 59 Runs. Nachdem auch Monty Bowden nach 25 Runs ausgeschieden war, verlor auch Abel nach einem Dentury über 120 Runs aus 241 Bällen sein Wicket. Basil Grieve erreichte nach 14 Runs, bevor das Innings endete. Die südafrikanischen Wickets erzielte Gobo Ashley mit 7 Wickets für 95 Runs und Charles Vintcent mit 3 Wickets für 88 Runs. Südafrika verlor noch ein frühes Wicket, bevor der Tag beim Stand von 2/1 endete. Am zweiten Tag etablierte sich Bernard Tancred, fand jedoch keinen Partner der sich lange am Schlag halten konnte und so beendete er ungeschlagen nach 26* Runs das Innings. Südafrika hatte einen Rückstand von 245 Runs und wurde zum Follow-on aufgefordert. Bester englischer Bowler war Johnny Briggs mit 7 Wickets für 17 Runs. In ihrem zweiten Innings konnte sich kein Spieler etablieren. Fred Smith war dabei mit 11 Runs der erfolgreichste Spieler. Johnny Briggs erzielte in diesem Innings 8 Wickets für 11 Runs.

## Nach der Tour
Die Mehrheit des englischen Teams reiste nach dem zweiten Test wieder zurück nach England und erreichte an Bord der SS Garth Castle am 16. April 1889 das Heimatland. Zurück blieben C. Aubrey Smith und Monty Bowden um geschäftlichen Interessen in Johannesburg nachzugehen. Während Smith die Grundlage für seine Schauspiel-Karriere legte, folgte Bowden Cecil Rhodes im Jahr 1891 nach Norden. Zunächst wurde sein Tod gemeldet, doch kurz darauf lebend gefunden. Kurz darauf verstarb er in Umtali.

## Statistiken
Die folgenden Cricketstatistiken wurden bei der Ashes-Serie erzielt:
| Tests             | Tests      | Tests   | Tests   | Tests   | Tests   | Tests   | Tests   | Tests   |
| Batting           | Batting    | Batting | Batting | Batting | Batting | Batting | Batting | Batting |
| Spieler           | Mannschaft | Spiele  | Innings | Runs    | Average | HS      | 100s    | 50s     |
| ----------------- | ---------- | ------- | ------- | ------- | ------- | ------- | ------- | ------- |
| Bobby Abel        | England    | 2       | 3       | 189     | 94,50   | 120     | 1       | 0       |
| Bernard Tancred   | Südafrika  | 2       | 4       | 87      | 29,00   | 29      | 0       | 0       |
| Henry Wood        | England    | 2       | 2       | 62      | 31,00   | 59      | 0       | 1       |
| George Ulyett     | England    | 2       | 3       | 48      | 16,00   | 22      | 0       | 0       |
| Frank Hearne      | England    | 2       | 2       | 47      | 23,50   | 27      | 0       | 0       |
| Bowling           |            |         |         |         |         |         |         |         |
| Spieler           | Mannschaft | Spiele  | Overs   | Wickets | Average | BBI     | 5W      | 10W     |
| Johnny Briggs     | England    | 2       | 97.3    | 21      | 4,80    | 8/11    | 2       | 1       |
| Arnold Fothergill | England    | 2       | 80.1    | 8       | 11,25   | 4/19    | 0       | 0       |
| C. Aubrey Smith   | England    | 1       | 38.2    | 7       | 8,71    | 5/19    | 1       | 0       |
| Gobo Ashley       | Südafrika  | 1       | 43.1    | 7       | 13,57   | 7/95    | 1       | 0       |
| Albert Rose-Innes | Südafrika  | 2       | 32.0    | 5       | 17,80   | 5/43    | 1       | 0       |